# Alalngar

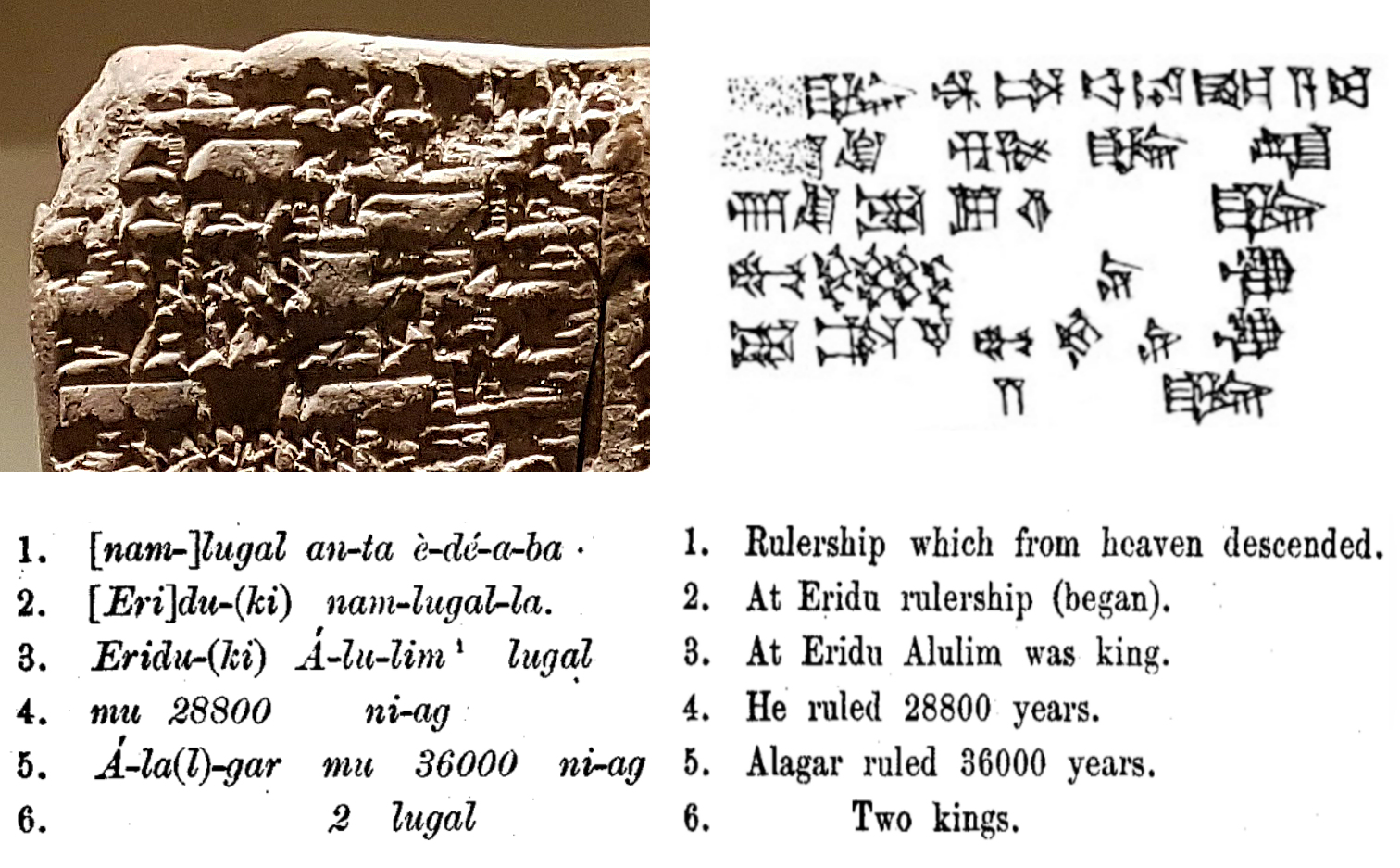
Párrafo inicial sobre la regla de Alulim en Eridu durante 28800 años (fotografía, transcripción y traducción)

Alalngar (también escrito Alalĝar, a veces transcrito Alalgar, Alaljar) de Eridu fue el segundo rey pre-dinástico de Sumer (antes de ca. 2900 BC), según la Lista Real Sumeria.